# Die Coolen Säue
Die Coolen Säue, seit 1998 DCS, ist eine Kölner Hip-Hop-Gruppe, die zur ersten Generation von deutschsprachigem Rap gehören.

## Geschichte
Die Band wurde 1991 oder 1992 gegründet. Die Mitglieder waren bereits seit den späten 1980er Jahren in Gruppen wie CRA (mit Rotz und Lifeforce) oder S.O.S. (mit Peer und Schivv) aktiv gewesen.
In den Folgejahren waren sie auf einigen Compilations vertreten und brachten gemeinsam mit den Fantastischen Vier, Reimbanditen, Fresh Familee und Maximale Lautstärke unter dem Namen Die Deutsche Reimachse eine Single heraus, wofür sie von Puristen wie Äi-Tiem angefeindet wurden.
Nachdem 1995 das fertig produzierte Album Kinderphantasien wegen Problemen mit der Plattenfirma nicht erscheinen konnte, brachten sie ein Jahr später das Album Stärker als das Schicksal heraus, das zwar nach ihrer Eigeneinschätzung „viel Stückwerk und alte Sachen“ enthielt, aber dennoch teils überschwängliche Kritiken bekam.
1997 erschien das Konzeptalbum Ungesund und teuer, an dem Dr Mülla nicht mehr mitwirkte. Dafür wurde die Band durch DJ Lifeforce, der zuvor Teil der Gruppen Indeed und Em:Zeh gewesen war und die Soulsängerin Brooke Russel verstärkt. Obgleich es von Kritikern als „ein hochkarätig produziertes und thematisch ebenso tiefgründiges wie emotionsgeladenes Album“ gelobt wurde, gelang ihnen auch hiermit kein Erfolg, so dass ihr Plattenvertrag mit BMG Ariola aufgelöst wurde.
Darauf verkürzte die Gruppe ihren Namen in DCS und wechselten zum Dortmunder Label Deck8, wo sie das Album 1999 ...von Vorne veröffentlichten, das nach der Devise „HipHop wird jeden Tag mehr zum Business, und DCS gehen underground“ deutlich rauer und reduzierter als das opulente Ungesund und teuer war.
2000 ging die Gruppe gemeinsam mit Tefla & Jaleel, Curse, Pyranja und Lenny als „Swingerclub“ auf Tour und veröffentlichte unter diesem Namen auch eine Single.
In den folgenden beiden Jahren gab es Soloveröffentlichungen von Schivv, Ro Kallis und DJ Lifeforce auf dessen Label Beatz aus der Bude Records. Nachdem Peerbee und Ro Kallis aus privaten Gründen nach Berlin bzw. Hamburg zogen, gab es zunächst keine weiteren Aktivitäten der Gruppe.
Schivv und Peerbee produzierten Beats für andere Künstler wie Pyranja und Curse. Zudem gründeten sie die Verlagsedition Edition Egoizm.
Ro Kallis ist heute als Werbetexter in einer Berliner Agentur tätig, DJ Lifeforce als Head of Marketing und Sales bei einem DJ-Equipmenthersteller. Peer und Schivv sind beide als Rechtsanwälte im Medienrecht in einer Kölner Kanzlei bzw. Medienunternehmen beschäftigt.
Anfang 2012 ist ihr bislang letztes Album Silber erschienen, mit dem sich DCS nach 12-jähriger Schaffenspause zurückmeldeten.

## Die Musterknaben
1997 schrieben Die Coolen Säue den Titeltrack zum Film Die Musterknaben und steuerten etwa die Hälfte des Soundtracks bei.

## Diskografie (Auswahl)

### Alben
- Die Coolen Säue: Stärker als das Schicksal (1996)
- Die Coolen Säue: Ungesund und teuer (1997)
- DCS: 1999 ...von Vorne (1999)
- DJ Lifeforce: Beatz aus der Bude LP (2002)
- DCS: Silber (2012)
- DCS: Silber im Remix (2013)

### EPs
- Ro Kallis: Rodyssee 2001 (2001)

### Singles
- Die Deutsche Reimachse: Die Deutsche Reimachse (1993)
- Die Coolen Säue: Wie war das nochmal (1996)
- Die Coolen Säue: Weck mich (1996)
- DCS: Feuer / Stift & Papier (1997)[12]
- Die Coolen Säue: Es tut mir leid! (1997)
- Die Coolen Säue: Pornorama (1997)
- DCS: Hirnsturm / Ohne Ende (1999)
- Swingerclub: Swingerclub (2000)
- Schivv: Druck / Vokale (2001)